# Hundborg (plaats)
Hundborg is een plaats in de Deense regio Noord-Jutland, gemeente Thisted. De plaats telt 559 inwoners (2008).